# Pinduca

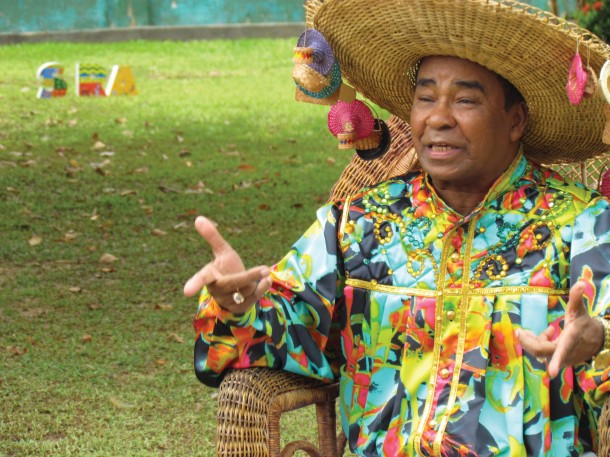
Pinduca

Pinduca (* 4. Juni 1937 in Igarapé-Mirim, Pará), eigentlich Aurino Quirino Gonçalves ist ein brasilianischer Musiker.

## Leben
Pinduca ist Sänger und Komponist. Er ist einer der bekanntesten Musiker des Amazonasgebietes und spielte seit 1973 über 30 Platten ein. Pinduca wird als König des Carimbó bezeichnet und hat auch eine wichtige Rolle dabei gespielt, den Lambada bekannt zu machen. Er stammt aus einer Musikerfamilie und begann seine Karriere mit 14 Jahren als Pandeirospieler. Mit 16 Jahren spielte er in Abaetetuba im Orquestra Brasil, danach als Schlagzeuger in Belém im Orquestra de Orlando Pereira und anschließend in einem Polizeiorchester. 1957 gründete er eine eigene Band.
Pinduca ist Träger des Ordem do Mérito Cultural, Kulturbotschafter des Bundesstaats Pará und Kultursekretär seiner Heimatgemeinde Igarapé-Mirim.

## Werkauswahl
- Chorando à beira-mar
- Curichão da saudade
- Doce menina
- Festa de umbanda (mit Deuza)
- Fuma porque pode (mit Mário Gonçalves)
- Joaninha meu bem (mit João Antonio de Oliveira)
- Marcha do top-less (mit O. Roosevelth)
- O ricardão
- Sentando a pua (mit Maria Izabel Pureza)
- Terra boa é o Pará
- Vou dar risada (mit Deuza)